# Филармонический оркестр Малаги
Филармонический оркестр Малаги (исп. Orquesta Filarmónica de Málaga) — испанский симфонический оркестр, базирующийся в Малаге. Дал первый концерт 14 февраля 1991 года как Городской оркестр Малаги (исп. Orquesta Ciudad de Málaga), с 2001 г. носит нынешнее название.
При создании оркестра глава Малаги Педро Апарисио назвал его «самым важным культурным проектом города». Первый руководитель оркестра, румынский дирижёр Октав Каллея провёл около 600 прослушиваний, отобрав в состав нового коллектива 85 музыкантов, из которых лишь 22 были испанцами.

## Руководители оркестра
- Октав Каллея (1991—1995)
- Одон Алонсо (1995—1999)
- Али Рахбари (2000—2004)
- Альдо Чеккато (2005—2009)
- Эдмон Коломер (2009—2013)
- Мануэль Эрнандес Сильва (с 2014 г.)